# Anne with an E
Pour les articles homonymes, voir Anne (homonymie).
Anne with an E est une série télévisée canadienne en 27 épisodes de 44 minutes créée d'après le roman Anne... la maison aux pignons verts de Lucy Maud Montgomery et diffusée du 19 mars 2017 au 24 novembre 2019 sur le réseau CBC et dans le reste du monde sur Netflix.
Au Québec, elle est diffusée à partir du 5 août 2017 sur ICI ARTV et à partir du 16 septembre 2017 sur ICI Radio-Canada Télé.

## Synopsis
À la fin du XIXe siècle, la fratrie Matthew et Marilla Cuthbert décide de prendre en charge un garçon orphelin pour aider au travail de la ferme familiale, Green Gables, à la périphérie de la ville d'Avonlea, sur l'île-du-Prince-Édouard. Quand Matthew va chercher l'orphelin à la gare, il ne trouve pas un garçon, mais une fillette fougueuse et bavarde, Anne Shirley. Au début, les Cuthbert sont enclins à la renvoyer, en particulier après la disparition de la broche de Marilla, que cette dernière soupçonne Anne d'avoir prise. Ils la renvoient donc à l'orphelinat. Pendant le trajet de la petite, Marilla retrouve la broche, Matthew part donc à la recherche d'Anne et la ramène à la maison. Réconfortée et installée dans sa nouvelle maison et école, Anne affiche une fois de plus un enthousiasme débordant qui tourne néanmoins facilement au désespoir quand les choses vont mal.

## Distribution

### Acteurs principaux
- Amybeth McNulty (VFB : Alayin Dubois) : Anne Shirley
- Geraldine James (VFB : Fabienne Loriaux) : Marilla Cuthbert
- R. H. Thomson (VFB : Robert Guilmard) : Matthew Cuthbert
- Lucas Jade Zumann (VFB : Maxime Donnay) : Gilbert Blythe
- Dalila Bela (VFB : Élise Huwart) : Diana Barry
- Corrine Koslo (en) (VFB : Myriam Thyrion) : Rachel Lynde
- Aymeric Jett Montaz : Jerry Baynard (récurrent saison 1, principal à partir de la saison 2)
- Cory Grüter-Andrew (VFB : Maxence Alloing) : Cole Mackenzie (à partir de la saison 2)
- Dalmar Abuzeid (VFB : Sébastien Hébrant) : Sebastian « Bash » Lacroix (à partir de la saison 2)

### Acteurs récurrents
Introduits dans la saison 1
- Helen Johns : Mme Eliza Barry
- Philip Williams : Thomas Lynde
- Lia Pappas-Kemps : Jane Andrews
- Miranda McKeon : Josie Pye
- Glenna Walters : Tillie Boulter
- Kyla Matthews : Ruby Gillis
- Christian Martyn : Billy Andrews, frère de Jane
- Ella Jonas Farlinger : Prissy Andrews, grande sœur de Jane
- Stephen Tracey : M. Phillips
- Ryan Kiera Armstrong (VFB : Bérénice Loveniers) : Minnie May Barry
- Taras Lavren (VFB : Alexandre Crépet) : Nate (saison 2, invité 1)
- Shane Carty (VFB : Thierry Janssen) : M. Dunlop (saison 2, invité 1)
- Deb Grover : Josephine Barry

Introduits dans la saison 2
- Joanna Douglas (VFB : Marcha Van Boven) : Miss Muriel Stacy
- Cara Ricketts (VFB : Sandrine Henry) : Mary

Introduits dans la saison 3
- Kiawentiio Tarbell (VFB : Lise Leclercq) : Ka'Kwet[3]
- Ashleigh Stewart (VFB : Audrey d'Hulstère) : Winifred Rose
- Ines Feghouli : Sandie Baynard
- Ted Atherton (en) : M. Rose
- Brandon Oakes : Aluk, père de Ka'Kwet
- Dana Solomon : Oqwatnuk, mère de Ka'Kwet
- Melanie Nicholls-King : Hazel Lacroix, mère de Bash

Version française
- - Studio de doublage : Cinéphase 
  - Direction artistique : Bruno Buidin (saison 1) puis Frédéric Meaux (saisons 2 et 3)
  - Adaptation des dialogues : Margaux Didier et Audrey Bernière

## Production

### Attribution des rôles
Pour le rôle principal d’Anne Shirley, 1 889 jeunes filles ont été auditionnées. Le 21 octobre 2016, l'actrice Amybeth McNulty a été choisie pour interpréter le rôle principal, Anne Shirley, pour sa capacité à disposer d'un dialogue « incroyablement exubérant, dynamique et beau », selon Miranda de Pencier,. La créatrice et scénariste de la série, Moira Walley-Beckett, la décrit à la fois « lumineuse, transparente, intelligente, émue » et « émotionnelle ».
Le 27 novembre 2016, c'est l'acteur Lucas Jade Zumann qui est annoncé pour interpréter le rôle de Gilbert Blythe (en). Pour les rôles de Diana Barry et Jerry Baynard, ce sont les acteurs Dalila Bela et Aymeric Jett Montaz qui sont annoncés.

### Tournage
La série a été filmée en partie à l'Île-du-Prince-Édouard ainsi que dans le sud de l'Ontario (dont Millbrook et Caledon ou encore Toronto),.

### Musique
Le thème d'ouverture de la série est la chanson Ahead by a Century, réalisée et composée à l'origine par le groupe canadien The Tragically Hip

## Épisodes

### Première saison (2017)
Composée de sept épisodes, elle a été diffusée du 19 mars au 30 avril 2017 sur CBC puis dans le reste du monde le 12 mai 2017 sur Netflix.
1. Tu devras choisir ta destinée (Your Will Shall Decide Your Destiny)
2. Je ne suis pas un oiseau, et aucun filet ne me retient (I Am No Bird, and No Net Ensnares Me)
3. Rien n'est plus entêté que la jeunesse / Mais qu'est-ce qui est aussi têtue que la jeunesse (But What Is So Headstrong as Youth?)
4. Un trésor intérieur est né (An Inward Treasure is Born)
5. Fortement attachée à une corde semblable (Tightly Knotted to a Similar String)
6. Le remords est le poison de la vie (Remorse Is the Poison of Life)
7. Où que tu sois, là est ma demeure (Wherever You Are Is My Home)

### Deuxième saison (2018)
Composée de dix épisodes, elle a été entièrement publiée le 6 juillet 2018 sur Netflix. Au Canada, elle a été diffusée en anglais à partir du 23 septembre 2018 sur le réseau CBC et en français dès le 27 septembre 2018 sur ICI ARTV.
1. La jeunesse est la saison de l'espoir (Youth is the Season of Hope)
2. Les signes sont des petites choses mesurables, mais les interprétations sont illimitées (Signs are Small Measurable Things, but Interpretations are Illimitable)
3. La véritable faculté de voir est en nous (The True Seeing is Within)
4. L'Avidité douloureuse d'un espoir que rien n'encourage (The Painful Eagerness of Unfed Hope)
5. Les Actes décisifs de sa vie (The Determining Acts of Her Life)
6. Gardons-nous d'un jugement précipité (I Protest Against Any Absolute Conclusion)
7. La mémoire a autant d'états d'humeur que le caractère (Memory Has as Many Moods as The Temper)
8. Lutte contre la perception des faits (Struggling Against the Perception of Facts)
9. Ce que nous avons été fait de nous ce que nous sommes (What We Have Been Makes Us What We Are)
10. Le Bien croissant de la Terre (The Growing Good of the World)

### Troisième saison (2019)
Le 15 août 2018, la série est renouvelée pour une troisième saison de dix épisodes, diffusée depuis le 22 septembre 2019. Netflix annonce sa diffusion sur sa plate-forme pour le 3 janvier 2020.
1. Un secret que j'aimerais percer (A Secret Which I Desired to Divine)
2. Mon âme est en proie à quelque chose que je ne comprends pas (There is Something at Work in My Soul Which I Do Not Understand)
3. Comment arrêter un coeur déterminé (What Can Stop the Determined Heart)
4. L'espoir de vous rencontrer dans un autre monde (A Hope of Meeting You in Another World)
5. Je suis sans peur, par conséquent puissant (I Am Fearless and Therefore Powerful)
6. Le comble de mes désirs (The Summit of My Desires)
7. Un bel effort de l'esprit du bien (A Strong Effort of the Spirit of Good)
8. Un grand changement soudain (Great and Sudden Change)
9. De denses et effroyables ténèbres (A Dense and Frightful Darkness)
10. Les bons sentiments de mon coeur (The Better Feeling of My Heart)